# Свети Георги (Валовища)
Вижте пояснителната страница за други значения на Свети Георги.
„Свети Георги“ (на гръцки: Ἱ. Μητροπολιτικός Ναός Ἁγίου Γεωργίου Σιδηροκάστρου) е православна църква в град Валовища (Сидирокастро), Егейска Македония, Гърция. Църквата е катедрален храм на Валовищката епархия. Разположена е на улица „Агиос Георгиос“ 26. Църквата е изградена в 1888 година. При изграждането ѝ традиционните форми са обогатени със сложни архитектурни елементи. Притежава богата външна декорация. Построен е от българската община в града.
В 2000 година храмът е обявен за защитен паметник на културата.